# Cembalea affinis
Espèce
Cembalea affinis est une espèce d'araignées aranéomorphes de la famille des Salticidae.

## Distribution
Cette espèce est endémique de Guinée. Elle se rencontre sur la crête de Nion vers 1 300 m d'altitude sur le mont Nimba.

## Description
La carapace du mâle holotype mesure 2,3 mm de long sur 1,6 mm et l'abdomen 1,9 mm de long sur 1,0 mm.

## Publication originale
- Rollard & Wesołowska, 2002 : Jumping spiders (Arachnida, Araneae, Salticidae) from the Nimba Mountains in Guinea. Zoosystema, vol. 24, p. 283-307 (texte intégral).